# Role oběti
Role oběti (z anglického playing the victim, nebo také hrát si na oběť, stavět se do role oběti, hraní oběti nebo sebeviktimizace) je záměrné vytváření nebo přehánění vlastního statusu oběti z různých důvodů, například k ospravedlnění vlastního nevhodného chování, manipulaci s ostatními, jako mechanismus zvládání stresu, k získání pozornosti nebo k přenesení své odpovědnosti na jiné. Osoba, která tuto strategii opakovaně využívá, je někdy označována jako „profesionální oběť“. Skutečná oběť je jedinec nebo subjekt, který utrpěl újmu, poškození či smrt, a to v důsledku jednání jiné osoby, událostí nebo v důsledku nemoci či náhody.

## Zneužívání a manipulace prostřednictvím role oběti
Předstírání role oběti je běžnou strategií používanou agresory, kteří se tímto způsobem snaží ospravedlnit své jednání nebo získat podporu okolí. Lze jej rozdělit do dvou hlavních forem :
- Dehumanizace – Odvádění pozornosti od vlastního nevhodného či násilného chování tím, že agresor tvrdí, že jeho jednání bylo oprávněné kvůli domněle špatnému chování skutečné oběti.
- Manipulace k dosažení moci a kontroly – Vyvolávání soucitu u okolí s cílem získat jejich podporu při pokračování v manipulaci nebo zneužívání oběti.

Zneužívání role oběti slouží agresorům ke dvěma hlavním účelům:
- Ospravedlnění vůči sobě samým – V rámci transakční analýzy je tento jev označován jako existenciální validace, kdy si agresor racionalizuje své jednání, aby snížil kognitivní disonanci mezi tím, jak se chová, a tím, jak vnímá sám sebe.
- Ospravedlnění vůči ostatním – Strategie sloužící k vyhýbání se kritice či odsouzení ze strany okolí.

Manipulátoři často využívají taktiku stavění se do role oběti, kdy se prezentují jako oběti okolností nebo chování jiných osob s cílem vyvolat soucit a získat výhody. Lidé s pečovatelskými sklony a silným smyslem pro spravedlnost mají tendenci pomáhat těm, kteří trpí, což manipulátoři zneužívají k získání jejich podpory či spolupráce. Ačkoli může tato strategie krátkodobě přinášet úspěch, její účinnost se s časem snižuje. Nizozemský odborník na management Manfred F. R. Kets de Vries k tomu uvádí:
| „                             | Talent obětí pro dramatizaci přitahuje ostatní lidi jako můry ke světlu. Jejich neustálé volání o pomoc podněcuje altruistické motivy u druhých. Ignorovat zoufalé volání je obtížné. Ve většině případů je však poskytnutá pomoc jen dočasná. A jako můry v ohni se pomáhající osoby rychle spálí. Žádná snaha nezlepší tíživou situaci osoby v roli oběti. Jakákoli snaha o záchranu je ignorována, zlehčována nebo dokonce nepřátelsky odmítána. Není divu, že se pomáhající cítí frustrovaní, a proto nakonec odcházejí. | “ |
| — Manfred F. R. Kets de Vries | |   |

Stavění se do role oběti může být také formou snahy o upoutání pozornosti, jak je tomu například u Münchhausenova syndromu.